# Marnie
Marnie je psychologický thriller Alfreda Hitchcocka, natočený dle stejnojmenného románu Winstona Grahama. V hlavních rolích se představili Tippi Hedren a Sean Connery.
Za účelem vytvoření námětu scénáře oslovil Hitchcock scenáristu Evana Huntera, s nímž spolupracoval už na filmu Ptáci. Jeho úkolem bylo přizpůsobit román pro film, což se mu však nedařilo. Evan nesouhlasil se scénou, ve které mělo dojít k znásilnění hlavní postavy Marnie. Ve snaze Hitchcocka přesvědčit o jejím vyřazení byl Evan vyhozen a nahrazen novým scenáristou jménem Jay Presson Allen. Allen později řekl, že pro Hitchcocka byla tato scéna natolik zásadní, že se rozhodl natočit film právě kvůli ní. Autorskou hudbu pro film složil Bernard Herrmann.